# Fortim de Palheiros
O Fortim de Palheiros, também referido como Fortim da Praia, Fortim do Centro e Reduto Central da Praia, localiza-se na vila de Buarcos, freguesia de Buarcos, no Município de Figueira da Foz, Distrito de Coimbra, em Portugal.

## História
A sua construção é geralmente atribuída às forças de D. Miguel, no contexto da Guerra Civil Portuguesa (1828-1834), embora algumas fontes indiquem ser-lhe anterior, do período manuelino.
Em 1909, no governo de Manuel II de Portugal, o fortim foi colocado em hasta pública, tendo sido arrematado, por quinhentos mil e cem reis, por Joaquim Sotto-Mayor.
Os seus restos encontram-se classificados como Imóvel de Interesse Público pelo Decreto nº 45.327, publicado em 25 de outubro de 1963 e pelo Decreto nº 47.508, publicado em 24 de janeiro de 1967. A construção da urbanização do Parque do Palácio Sotto-Mayor aumentou-lhe o estado de degradação.

## Características
Em posição dominante sobre a povoação, constituía-se em uma bateria de planta semi-circular, com parapeitos, guarnecida com dez peças de artilharia, cruzando fogos com a Fortaleza de Buarcos e o Forte de Santa Catarina, na defesa da enseada de Buarcos. A sua acção era conjugada com o apoio da infantaria e da cavalaria impedindo eventuais desembarques. Dispunha de uma Casa da Guarda.